# Форт-Шо (Монтана)
Форт-Шо (англ. Fort Shaw) — переписна місцевість (CDP) в США, в окрузі Каскейд штату Монтана. Населення — 256 осіб (2020).

## Географія
Форт-Шо розташований за координатами 47°29′49″ пн. ш. 111°49′10″ зх. д. / 47.49694° пн. ш. 111.81944° зх. д. (47.496885, -111.819344).  За даними Бюро перепису населення США в 2010 році переписна місцевість мала площу 14,71 км², уся площа — суходіл.

## Демографія
Згідно з переписом 2010 року, у переписній місцевості мешкало 280 осіб у 108 домогосподарствах у складі 74 родин. Густота населення становила 19 осіб/км².  Було 116 помешкань (8/км²).
Расовий склад населення:
| - 91,1 % — білих - 1,4 % — корінних американців - 0,7 % — азіатів - 0,4 % — чорних або афроамериканців - 1,8 % — осіб інших рас |

До двох чи більше рас належало 4,6 %. Частка іспаномовних становила 2,5 % від усіх жителів.
За віковим діапазоном населення розподілялося таким чином: 30,7 % — особи молодші 18 років, 56,4 % — особи у віці 18—64 років, 12,9 % — особи у віці 65 років та старші. Медіана віку мешканця становила 37,7 року. На 100 осіб жіночої статі у переписній місцевості припадало 97,2 чоловіків;  на 100 жінок у віці від 18 років та старших — 98,0 чоловіків також старших 18 років.
Середній дохід на одне домашнє господарство  становив 35 871 долар США (медіана — 28 375), а середній дохід на одну сім'ю — 40 707 доларів (медіана — 29 500). За межею бідності перебувало 18,0 % осіб, у тому числі 37,8 % дітей у віці до 18 років та 10,4 % осіб у віці 65 років та старших.
Цивільне працевлаштоване населення становило 59 осіб. Основні галузі зайнятості: освіта, охорона здоров'я та соціальна допомога — 33,9 %, публічна адміністрація — 25,4 %, будівництво — 18,6 %.